# Momento conjugado
En mecánica se denomina momento conjugado, momento canónico conjugado, impulso generalizado o ímpetu generalizado a una magnitud de tipo momento asociada a las coordenadas del espacio de configuración, ligada de manera especial a las coordenadas. La noción aparece tanto en la mecánica lagrangiana y hamiltoniana de sistemas de partículas, como en la teoría clásica de campos e incluso en la mecánica cuántica.

## Mecánica clásica de la partícula
De manera muy simple en mecánica lagrangiana, el momento conjugado de una coordenada generalizada es la derivada del lagrangiano con respecto a una velocidad generalizada (variación en el tiempo de una coordenada generalizada):

{\displaystyle p_{j}={\frac {\partial L}{\partial {\dot {q}}_{j}}}}

Si la coordenada generalizada es la posición lineal, el momento canónico conjugado correspondiente es el momento lineal o cantidad de movimiento. Si la coordenada generalizada es la posición angular, el momento canónico conjugado correspondiente es el momento angular. La introducción de los momentos conjugados permite definir leyes de conservación gracias al teorema de Noether.
La noción de momentos conjugados aparece tanto en mecánica lagrangiana como en mecánica hamiltoniana. En esta última, es especialmente importante porque la forma simpléctica admite de acuerdo con el teorema de Darboux una representación en coordenadas particularmente simple en términos de coordenadas del espacio de configuración y sus momentos conjugados.

## Teoría de campos y medios continuos
En el caso de considerar una densidad lagrangiana:

{\displaystyle L=\int _{D}{\mathcal {L}}\left(\varphi ,{\frac {\partial \varphi }{\partial x^{\mu }}}\right)d^{n}\mathbf {x} }

también se define un momento conjugado asociado a las variables de "campo" mediante:

{\displaystyle \pi _{\mu }={\frac {\partial {\mathcal {L}}}{\partial (\partial _{\mu }\varphi )}}}

## Mecánica cuántica
En el formalismo de la cuantización canónica los momentos conjugados son los únicos operadores asociados a operadores de posición que satisfacen las reglas de conmutación siguientes:

{\displaystyle [{\hat {Q}}_{i},{\hat {P}}_{j}]=\hbar \delta _{ij},\quad [{\hat {Q}}_{i},{\hat {Q}}_{j}]=0,\quad [{\hat {P}}_{i},{\hat {P}}_{j}]=0}

Aunque estrictamente deberían emplearse la representación de los operadores posición y momento en la forma de Weyl, para ser matemáticamente rigurosos.
- Datos: Q6806305